# Sapia (Märchen)
Sapia (ital., „Die Kluge“) ist eine Erzählung (AaTh 891). Sie steht in Giambattista Basiles Sammlung Pentameron als sechste Erzählung des fünften Tages (V,6).

## Inhalt
Ein König schickt seinen lernfaulen Sohn ins Haus einer Baronin, deren Tochter ihrer Klugheit wegen Sapia genannt wird, die ihn aber vergeblich zu lehren versucht und ihm eine Ohrfeige gibt. Da lernt er aus Scham, wird der Allerklügste, aber sinnt auf Rache. Er heiratet Sapia und lässt sie dann bei schlechter Kost allein sitzen. Als er aber ein Schuldeingeständnis erwartet, kontert sie mit Verweis auf seine damalige Dummheit, was ihn noch mehr erbost. Ihre Mutter lässt einen Gang zu Sapia graben, und als der Prinz auszieht und das Reich seines verstorbenen Vaters in Besitz nimmt, führt sie sie ihm unterwegs schön verkleidet zu. So verliebt er sich dreimal in sie, schenkt ihr ein Halsband, ein Diadem und eine Kette sowie drei Kinder. Die Mutter gibt Sapia für tot aus, er heiratet diesmal standesgemäß, da erscheint Sapia mit den schönen Kindern. Nun sieht er ihre Klugheit, nimmt sie und gibt die andere seinem Bruder.

## Bemerkungen
Der Prinz ist beschämt, dass eine standesniedere Frau ihn schlägt, und rächt sich mit Nichtvollzug der Ehe. Die List mit den Kindern kommt schon bei Tamar und Juda (1 Mos 38,12 ) vor. Laut Rudolf Schenda ist der Stoff von Indien bis Südeuropa zahlreich überliefert, bei Straparola VII,1 Ortodosio Simeoni, und wurde durch Boccaccios Decamerone III,9 Giletta di Narbona und Shakespeares darauf basierende Komödie Ende gut, alles gut berühmt. Tunnel von Haus zu Haus seien in Neapel Realität. Vgl. bei Basile II,3 Viola und III,4 Die weise Liccarda, in Grimms Märchen am ehesten Die kluge Bauerntochter.